# إيه إف جي أرينا
ملعب إيه إف جي أرينا (بالإنجليزية: Kybunpark)‏ هو ملعب متعدد الاستخدامات يقع في مدينة سانت غالن السويسرية. غالباً ما يتم استخدامه لمباريات كرة القدم. يسع الملعب لجلوس 19694 متفرج. يعتبر الملعب الرسمي الذي يخوض فيه نادي سانت غالن مبارياته. تم افتتاح الملعب في سنة 2008.